# Municipalité de Bălți
Pour les articles homonymes, voir Balti.
La municipalité de Bălți est une unité administrative territoriale de second niveau en Moldavie. La municipalité de Bălți comprend la ville de Bălți à proprement parler, plus les villages Elizaveta et Sadovoe voisins immédiats (banlieues) de la ville, avec une surface totale de 78 km².
L'administration publique de la municipalité de Bălți est assurée par le conseil local, en tant qu'autorité représentative et délibérative, et par le maire, en tant qu'autorité représentative et exécutive. 